# Инцидент в аэропорту О’Хара
Инцидент в аэропорту О’Хара — авиапроисшествие, произошедшее в четверг 1 апреля 1999  года в аэропорту О’Хара (Чикаго, США). Авиалайнер Boeing 747-4B5 авиакомпании Korean Air совершал рейс KE036 по маршруту Чикаго — Сеул и разгонялся по взлётной полосе № 14R аэропорта О’Хара, но внезапно перед ним на этой же полосе оказался грузовой самолёт Boeing 747-2J6BSF авиакомпании Air China Cargo, закончивший свой рейс (CA9018 Нью-Йорк — Чикаго) и сворачивавший на рулёжную дорожку. Пилоты корейского «Боинга» потянули штурвалы на себя. В итоге они смогли поднять самолёт в воздух и пролетели в считанных метрах над китайским «Боингом». Никто из находившихся на борту обоих самолётов 387 человек (379 на «Боинге» Korean Air и 8 на «Боинге» Air China Cargo) не пострадал.

## Сведения о самолётах

### Boeing 747 Korean Air
Boeing 747-4B5 (регистрационный номер HL7493, заводской 26398, серийный 1057) был выпущен в 1995 году (первый полёт совершил 11 марта). 22 марта того же года был передан авиакомпании Korean Air. Оснащён четырьмя двигателями Pratt & Whitney PW4056.

### Boeing 747 Air China Cargo
Boeing 747-2J6BSF (регистрационный номер B-2446, заводской 23071, серийный 591) был выпущен в 1983 году (первый полёт совершил 6 декабря под тестовым б/н N1781B, изначально был пассажирским (конфигурация 2J6BM)). 20 декабря того же года был передан Главному управлению гражданской авиации Китая (CAAC). 1 июля 1988 года в связи с реорганизацией CAAC перешёл в авиакомпанию Air China. В сентябре 1997 года был переделан в грузовой (2J6BSF) и передан в авиакомпанию Air China Cargo. Оснащён четырьмя двигателями Pratt & Whitney JT9D-7R4G2.

## Дальнейшие судьбы самолётов
- Boeing 747-4B5 борт HL-7493 продолжил полёты. 23 ноября 2015 года был куплен авиакомпанией Delta Air Lines, в которой получил б/н N317KA. В 2017 году был списан.
- Boeing 747-2J6BSF борт B-2446 продолжил полёты. 7 ноября 2007 года был куплен авиакомпанией MK Airlines. С 9 апреля 2010 года находился на хранении в аэропорту Куала-Лумпура имени Султана Абдул Азиз Шаха. В октябре 2013 года был списан и разделан на металлолом.